# Eugen Adamovici
Eugen Adamovici a fost un colonel român, notar public, aviator, profesor și om politic născut la 11 iunie 1876, în comuna  Lipcani, județul Hotin

## Cariera
În 1893 s-a refugiat în România, unde a absolvit Școala de Ofițeri de Infanterie și Cavalerie București, fiind avansat la gradul de sublocotenent în 1901. În 1910 face parte din misiunea militară română trimisă de regele Carol I la țarul Nicolae al II-lea. În 1912 obține brevetul de pilot și e numit profesor la Școala de Aviație București.
În intervalul 1905-1913 menține legătura cu sora sa, Adela Adamovici, învățătoare la Telenești, Verejeni și Saharna, în județul Orhei. Îi trimite multe cărți didactice și literare primite de la Casa Școalelor, prin intervenția lui Spiru Haret și a mareșalului Averescu. În 1913 legătura este descoperită de colonelul rus de jandarmi Nordberg, ceea ce are ca urmare destituirea și deportarea Adelei Adamovici.
În 1913 ia parte la Cel de-al Doilea Război Balcanic. În Primul Război Mondial este comandantul Corpului de aviație (R. G. A.). În 1918 revine în Basarabia, unde îndeplinește funcțiile de prefect de Tighina și Cetatea Albă și Director de interne. Este ales deputat în mai multe rânduri. A fost autorul mai multor lucrări militare și religios-filozofico-științifice.

## Distincții
- Virtutea Aeronautică (furagieră)
- Coroana României în grad de Comandor
- Steaua României în grad de Ofițer